# Alendorperwetering
De Alendorperwetering ligt in de provincie Utrecht en is een overgebleven deel van de rivier de Rijn ten westen van de stad Utrecht. Door verzanding is van de Rijn tussen Utrecht en Harmelen weinig overgebleven en de schamele resten van deze rivier zijn veel smaller dan in een ver verleden. De Alendorperwetering is ongeveer 10 meter breed, terwijl de breedte van de rivier omstreeks het jaar 1000 zo'n 70 meter geweest moet zijn. De naam Alendorperwetering verwijst naar de buurtschap Alendorp te Vleuten, waar deze wetering doorheen loopt.
Vóór het jaar 2000 was Alendorp een landelijk gebied tussen Vleuten en De Meern met vooral tuinbouwbedrijven. Thans stroomt de Alendorperwetering door het Máximapark in de Utrechtse wijk Vleuten-De Meern. Dit park is omringd door woonwijken gebouwd in de periode 1990 tot heden.
De dorpen De Meern en Vleuten zijn op 1 januari 2001 ingelijfd bij de gemeente Utrecht.

## Geschiedenis
In de vroege middeleeuwen werd het deel van de rivier dat nu de Alendorperwetering is nog bevaren door schepen die van Utrecht in de richting van Leiden voeren. In 1381 werd deze route vervangen door een andere, namelijk het kanaal de Oude Rijn. De rivier de Rijn bij Vleuten werd nog wel gebruikt voor regionaal scheepvaartverkeer. Zo werd in het gebied van Alendorp in de late middeleeuwen rivierklei gewonnen. Die klei werd door schepen over de Rijn getransporteerd. Toen er geen klei meer te winnen viel, brak een periode aan waarin de betekenis van de nog overgebleven delen van de Rijn verder afnam. Door verdere verzanding werd de rivier zo smal dat van een rivier niet meer kon worden gesproken. De overblijfselen kregen namen als Alendorperwetering en Vleutense Wetering.
Een opleving kwam met de komst van de tuinbouw omstreeks 1900. Het gebied van Alendorp en de huidige woonbuurt Het Zand werd het centrum van het Vleutense tuinbouwgebied. Dankzij het net van vletsloten dat was ontstaan ten tijde van de kleiwinning konden de tuinbouwproducten gemakkelijk worden geladen in schepen. Via de Alendorperwetering en de Vleutense Vaart werden deze naar de groentenveiling in Utrecht vervoerd. Later gebeurde dit met kleine vrachtauto's. De opleving van de Alendorperwetering was hierdoor maar van korte duur.
Door het project Leidsche Rijn is het gebied van Vleuten en De Meern en het gebied tussen deze dorpen en het vroegere Utrecht verstedelijkt. Alle tuinbouw moest zich daarom naar elders verplaatsen of ophouden te bestaan. Overigens was ook de opkomst van de Vleutense tuinbouw omstreeks 1900 te danken aan stadsuitbreiding. Dit betrof de annexatie van een deel van het Westland, toen Nederlands belangrijkste tuinbouwgebied, door de gemeente Den Haag. De tuinders aldaar moesten vertrekken. Sommigen van hen verplaatsten hun bedrijf naar het Vleutense. Zij vestigden zich in een bepaald gebied dat de naam Westlandse Tuin kreeg. Een weg met die naam bestaat nog steeds; deze ligt in de buurt Het Zand.
Centrum: Drift · Kromme Nieuwegracht · Nieuwegracht · Oudegracht · Plompetorengracht · Stadsbuitengracht

Overig: Achtkantemolenvliet · Alendorperwetering · Amsterdam-Rijnkanaal · Biltsche Grift · Blekersgracht · Bijleveld · Haarrijn · Heicop · Heren- of Moesgracht · Jutfase Wetering . Keulse Vaart · Koekoeksvaart · Kromme Rijn · Kruisvaart/Bloemgracht · Lange Vliet · Leidse Rijn · Liesveldse Wetering · Maria- of Kruisvaartdwarsgracht · Merwedekanaal · Middelwetering (Heicop) · Middelwetering (Vleuterweide) . Minstroom · Noorderstroom · Oosterstroom · Otterstroom · Oude Rijn · Oude Wetering . Reijerscopse Wetering . Rijn . Uraniumkanaal · Vaartsche Rijn · Vecht · Vikingrijn · Vleutense Wetering · Westerstroom · IJlandsche Wetering · IJsselwetering . Zwarte Water